# جورج برامر
جورج برامر (انگلیسی: George Brammer؛ زادهٔ ۱۸۷۳) بازیکن فوتبال است.
از باشگاه‌هایی که در آن بازی کرده‌است می‌توان به باشگاه فوتبال لینکولن سیتی اشاره کرد.